# جملة (منطق)
الجملة عبارة عن مركب من كلمتين أسندت إحداهما إلى الأخرى، سواء أفاد، كقولك: زيد قائم، أو لم يفد كقولك: إن يكرمني، فإنه جملة لا تفيد إلا بعد مجيء جوابه، فتكون الجملة أعم من الكلام مطلقا.